# Morgensichtbarkeit
Als Morgensichtbarkeit wird in der Astronomie die Sichtbarkeitsperiode der Planeten in den Stunden vor Sonnenaufgang bezeichnet, im Speziellen jene der inneren Planeten Merkur und Venus in ihrer Phase als Morgenstern. Sie wiederholt sich bei Merkur 3 bis 4 mal im Jahr und bei Venus etwa alle 1,6 Jahre. Die Perioden haben  je nach Jahreszeit unterschiedliche Dauer und Qualität. 
Generell sind die Morgensichtbarkeiten aller Planeten im Herbst günstiger als im Frühjahr, weil die Ekliptik steiler zum Horizont steht und die Höhenwinkel daher größer sind. 
Im Gegensatz dazu sind ihre Abendsichtbarkeiten im Frühjahr deutlich günstiger.